# Gârbești (okręg Jassy)
Gârbești – wieś w Rumunii, w okręgu Jassy, w gminie Țibana. W 2011 roku liczyła 2228 mieszkańców.